# Wyż Azorski

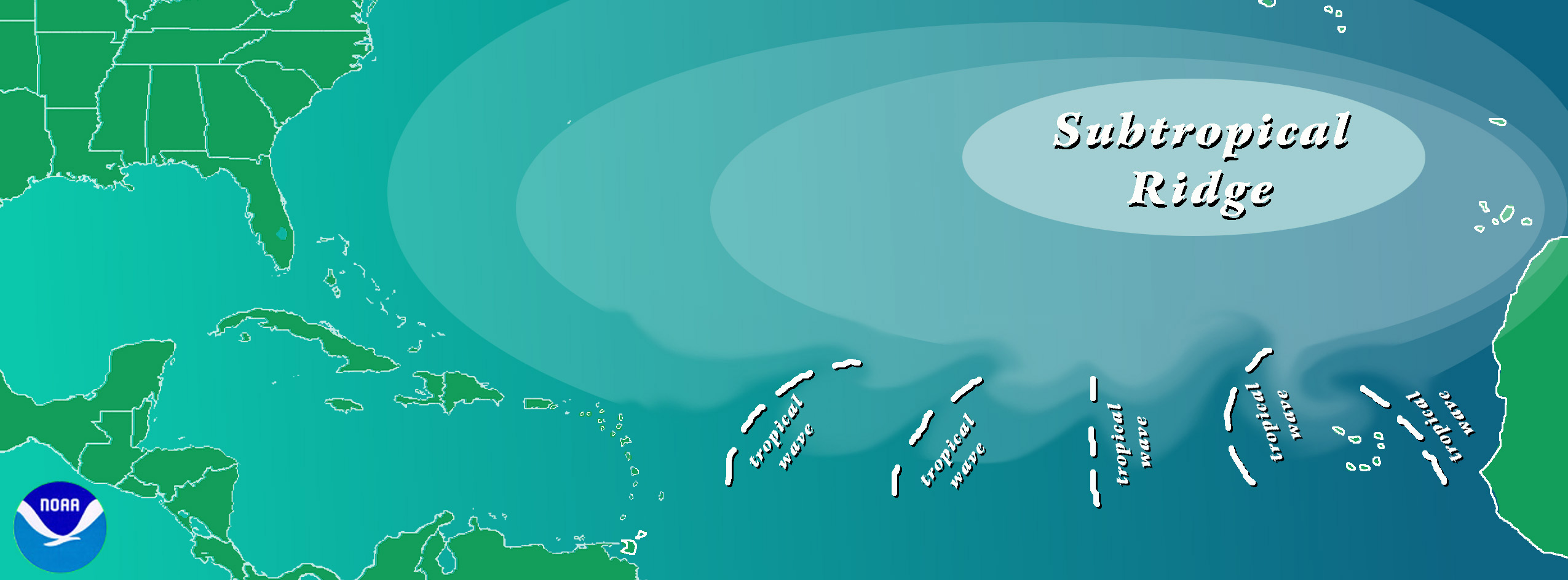
Cyrkulacja w Wyżu Azorskim jest antycyklonalna. Fale wschodnie rozwijające się przy Afryce wpływają na przypływ w południowej części Wyżu Azorskiego

Wyż Azorski – centrum wysokiego ciśnienia w obszarach subtropikalnego północnego Atlantyku w pobliżu Wysp Azorskich.
Wyż Azorski wpływa na indeks oscylacji północnoatlantyckiej (różnica ciśnień między Niżem Islandzkim a Wyżem Azorskim) i wpływa na klimat w północnej Afryce i Europie. W lecie obszar maksymalnego ciśnienia (ok. 1024 hPa) przesuwa się w stronę Hiszpanii i wpływa na pogodę we Francji i południowo-wschodniej Anglii. W latach, w których Wyż Azorski jest dobrze rozwinięty, wpływa on także na pogodę we wschodnich Stanach Zjednoczonych. Wyż Azorski nazywany jest Wyżem Bermudzkim, kiedy jego centrum jest przesunięte na zachód. W zimie przemieszcza się na południe od Azorów, a maksimum ciśnienia jest bardziej zmienne niż w lecie. 
Tak zwane fale wschodnie, tworzące się u wybrzeża zachodniej Afryki, często wpływają na południowe obszary Wyżu Azorskiego.